# اوسلینگ
اوسلینگ (به آلمانی: Oßling) یک شهر در آلمان است که در باوتسن واقع شده‌است. اوسلینگ ۲٬۵۷۶ نفر جمعیت دارد.